# 岐阜観光索道
岐阜観光索道株式会社（ぎふかんこうさくどう）は、岐阜県岐阜市で金華山ロープウェーを運行している会社である。

## 概要
名古屋鉄道を中心とする名鉄グループの一員である。1954年10月6日金華山ロープウェーを開業するため当時の名古屋陸運局より架設免許を取得。1955年より金華山ロープウェーが開業した。1992年と2011年にはロープウェーの改修リニューアルを2度行った。そのほかにも1965年8月13日には金華山頂駅近くに金華山リス村がオープンし、管理運営を行っている。

## 運営路線
- 金華山ロープウェー